# 聖公會布雷金教區
聖公會布雷金教區（英語：Diocese of Brechin）是聖公會蘇格蘭教會的一個教區。轄區位於蘇格蘭東部，包括安格斯和金卡丁郡。
教區成立於公元1153年。座堂是位於登地的聖保羅座堂。候任主教為安德魯．斯威夫特。